# روبرت جون كينت
روبرت جون كينت هو سياسي ومحام كندي، ولد في 1835 في نيوفاوندلاند، وتوفي في 29 سبتمبر 1893. مثل سانت جون إيست ‏ في مجلس نيوفاوندلاند ولابرادور للنواب من 1873 إلى 1886.